# Hatrize
Hatrize település Franciaországban, Meurthe-et-Moselle megyében. Lakosainak száma 806 fő (2022. január 1.). Hatrize Les Baroches, Abbéville-lès-Conflans, Giraumont, Labry, Moineville és Valleroy községekkel határos.

## Népesség
A település népességének változása:
| Lakosok száma | 738  | 787  | 684  | 729  | 812  | 772  | 769  | 767  | 775  | 806  |
|               | 1968 | 1982 | 1999 | 2006 | 2011 | 2015 | 2017 | 2018 | 2020 | 2022 |